# Bossangoa
Bossangoa ist eine Stadt am Ouham in der Zentralafrikanischen Republik und hat 36.478 Einwohner (2003). Sie ist die Hauptstadt der Präfektur Ouham im Nordwesten des Landes. Es ist die siebtgrößte Stadt der Zentralafrikanischen Republik. Am Westrand der Stadt liegt der Flugplatz Bossangoa.

## Söhne und Töchter der Stadt
- Michel Gbezera-Bria (* 1946), Premierminister der Zentralafrikanischen Republik (1997–99)
- Edouard Mathos (1948–2017), Bischof von Bambari
- Alexandre-Ferdinand Nguendet (* 1972), Politiker